# Le Millionnaire (film, 1931)
Pour les articles homonymes, voir Millionnaire (homonymie).
Pour plus de détails, voir Fiche technique et Distribution.
Le Millionnaire (The Millionaire) est un film américain de comédie réalisé par John G. Adolfi et sorti en 1931. Il est tiré de la nouvelle Idle Hands de Earl Derr Biggers.

## Synopsis
Après avoir pris sa retraite, sur les conseil de son médecin, un constructeur d'automobile millionnaire s’ennuie tellement qu’il décide de travailler en secret au sein d’une station-service.

## Fiche technique
- Titre original : The Millionnaire
- Réalisation : John G. Adolfi
- Scénario : Earl Derr Biggers, Maude T. Howell, Julien Josephson, Booth Tarkington
- Producteur : John G. Adolfi
- Musique : Alois Reiser
- Directeur musical : Leo F. Forbstein
- Directeur de la photographie : James Van Trees
- Montage : Owen Marks
- Direction artistique : Esdras Hartley
- Costumes : Edward Stevenson (non crédité) et Earl Luick
- Durée : 80 minutes
- Couleur : Noir et Blanc
- Format : 1,37 : 1
- Son : Mono
- Date de sortie : États-Unis : 1er mai 1931

## Distribution
- George Arliss : James Alden
- Florence Arliss : Laura Alden

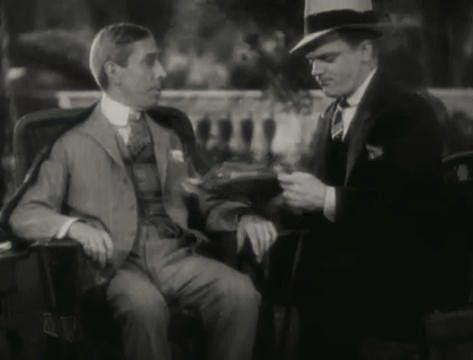
George Arliss et James Cagney dans une scène du film.

- David Manners : William 'Bill' Merrick
- Evalyn Knapp : Barbara 'Babs' Alden
- James Cagney : Schofield, le vendeur d'assurance
- Bramwell Fletcher : Carter Andrews
- Noah Beery : L. Peterson
- Ivan F. Simpson : Davis, le maître d'hôtel
- J. C. Nugent : Dr Harvey
- Sam Hardy : M. 'Mac' McCoy
- J. Farrell MacDonald : Dan Lewis
- Charley Grapewin : Edward 'Ed' Powers
- Charles E. Evans : le jardinier
- Tully Marshall : M. Briggs
- Ethel Griffies : Mme Andrews
- Ben Hall (en) : Al, l'assistant du garage